# Gare de Céroux-Mousty
La gare de Céroux-Mousty est une gare ferroviaire belge de la ligne 140, d'Ottignies à Marcinelle (Charleroi), située à Céroux-Mousty sur le territoire de la ville d'Ottignies dans la province du Brabant wallon en Région wallonne.
Elle est ouverte en 1895 par le Grand Central Belge.
C'est une halte voyageurs de la Société nationale des chemins de fer belges (SNCB) desservie par des trains du réseau suburbain de Charleroi (trains S).

## Situation ferroviaire
Établie à 56 mètres d'altitude, la gare de Céroux-Mousty est située au point kilométrique (PK) 1,713 de la ligne 140, d'Ottignies à Marcinelle (Charleroi), entre les gares d'Ottignies et de Court-Saint-Étienne.

## Histoire
L'arrêt de Céroux-Mousty est mis en service le 1er mai 1895.
Un bâtiment de halte, de plan type 1893, assurait autrefois l'accueil des voyageurs, des colis et la vente des billets. Il a depuis été démoli.

## Service des voyageurs

### Accueil
Halte SNCB, c'est un point d'arrêt non géré (PANG) à accès libre. Elle est équipée d'un automate pour l'achat de titres de transport.

### Desserte
Céroux-Mousty est desservie par des trains Suburbains (S61) de la SNCB qui effectuent des missions sur la ligne 140 (Charleroi - Ottignies).
La desserte est constituée de trains S61 entre Jambes et Wavre via Namur, Charleroi-Central et Ottignies, renforcés en semaine par trois trains S61 supplémentaires (entre Charleroi-Central et Ottignies le matin ; entre Ottignies et Charleroi l’après-midi).

### Intermodalité
Un parc pour les vélos y est aménagé.

## Comptage voyageurs
Ce graphique et tableau montre le nombre de voyageurs embarquant en moyenne durant la semaine, le samedi et le dimanche.
| Nombre de passagers qui embarquent à la gare de Céroux-Mousty | Nombre de passagers qui embarquent à la gare de Céroux-Mousty | Nombre de passagers qui embarquent à la gare de Céroux-Mousty | Nombre de passagers qui embarquent à la gare de Céroux-Mousty |
|                                                               | Semaine                                                       | Samedi                                                        | Dimanche                                                      |
| ------------------------------------------------------------- | ------------------------------------------------------------- | ------------------------------------------------------------- | ------------------------------------------------------------- |
| 1977                                                          | 218                                                           | 43                                                            | 29                                                            |
| 1978                                                          | 124                                                           | 61                                                            | 7                                                             |
| 1979                                                          | 294                                                           | 72                                                            | 26                                                            |
| 1980                                                          | 195                                                           | 44                                                            | 44                                                            |
| 1981                                                          | 125                                                           | 24                                                            | 11                                                            |
| 1982                                                          | 138                                                           | 31                                                            | 20                                                            |
| 1983                                                          | 97                                                            | 10                                                            | 8                                                             |
| 1984                                                          | 64                                                            | 27                                                            | 19                                                            |
| 1985                                                          | 80                                                            | 27                                                            | 22                                                            |
| 1986                                                          | 85                                                            | 28                                                            | 20                                                            |
| 1987                                                          | 126                                                           | 40                                                            | 15                                                            |
| 1988                                                          | 110                                                           | 27                                                            | 13                                                            |
| 1989                                                          | 131                                                           | 24                                                            | 25                                                            |
| 1990                                                          | 92                                                            | 25                                                            | 23                                                            |
| 1991                                                          | 139                                                           | 34                                                            | 27                                                            |
| 1992                                                          | 137                                                           | 33                                                            | 20                                                            |
| 1993                                                          | 145                                                           | 28                                                            | 11                                                            |
| 1994                                                          | 153                                                           | 53                                                            | 43                                                            |
| 1995                                                          | 167                                                           | 39                                                            | 13                                                            |
| 1996                                                          | 194                                                           | 39                                                            | 30                                                            |
| 1997                                                          | 167                                                           | 50                                                            | 22                                                            |
| 1998                                                          | 183                                                           | 40                                                            | 14                                                            |
| 1999                                                          | 148                                                           | 24                                                            | 14                                                            |
| 2000                                                          | 167                                                           | 29                                                            | 19                                                            |
| 2001                                                          | 139                                                           | 29                                                            | 18                                                            |
| 2002                                                          | 182                                                           | 45                                                            | 11                                                            |
| 2003                                                          | 180                                                           | 24                                                            | 18                                                            |
| 2004                                                          | 152                                                           | 27                                                            | 17                                                            |
| 2005                                                          | 177                                                           | 30                                                            | 22                                                            |
| 2006                                                          | 190                                                           | 24                                                            | 13                                                            |
| 2007                                                          | 187                                                           | 18                                                            | 15                                                            |
| 2008                                                          | -                                                             | -                                                             | -                                                             |
| 2009                                                          | 198                                                           | 33                                                            | 9                                                             |
| 2010                                                          | -                                                             | -                                                             | -                                                             |
| 2011                                                          | -                                                             | -                                                             | -                                                             |
| 2012                                                          | 263                                                           | 39                                                            | 22                                                            |
| 2013                                                          | 243                                                           | 61                                                            | 19                                                            |
| 2014                                                          | 206                                                           | 25                                                            | 17                                                            |
| 2015                                                          | 238                                                           | 29                                                            | 30                                                            |
| 2016                                                          | 226                                                           | 25                                                            | 26                                                            |
| 2017                                                          | 274                                                           | 38                                                            | 14                                                            |
| 2018                                                          | 234                                                           | 43                                                            | 23                                                            |
| 2019                                                          | 170                                                           | 27                                                            | 20                                                            |
| 2020                                                          | 119                                                           | 24                                                            | 17                                                            |
| 2021                                                          | -                                                             | -                                                             | -                                                             |
| 2022                                                          | 226                                                           | 71                                                            | 75                                                            |
| 2023                                                          | 267                                                           | 46                                                            | 34                                                            |
| 2024                                                          | 229                                                           | 31                                                            | 35                                                            |